# カカクコム

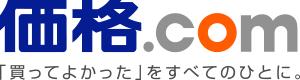
価格.comのロゴ

株式会社カカクコム（英: Kakaku.com, Inc.）は、東京都渋谷区に本社を置き、インターネット情報サービス事業を行う日本の企業。「価格.com」「食べログ」「映画.com」などのサイトを企画・運営する。
JPX日経インデックス400の構成銘柄の一つ。

## 概要
パソコン周辺機器メーカーのメルコで営業職にあった槙野光昭は、製品の秋葉原店頭価格を頻繁に調査する営業経験から、秋葉原の商品価格を一覧するウェブサイトは需要があると考えて創業した。当初はインターネットで価格を検索し手作業で更新していたが、知名度の上昇につれて販売店も「価格.com」登録の利点を理解し、店頭価格を自ら登録する販売店が徐々に増加した。価格を登録している販売店は、通信販売主体の業者が多い。
主力事業であるパソコンやAV機器を中心とした電気製品の価格比較ウェブサイト「価格.com」は、電気製品の価格比較以外にも、商品（自動車やペットなどパソコン関連やAV機器以外もある）に関連する多数の電子掲示板群やショッピングモールを持つ。2005年（平成17年）にサービスを開始した利用者の口コミを導入しているグルメサイト「食べログ」も月間利用者数が1億人を超え、2011年には老舗の「ぐるなび」を抜いて業界首位となった。

## 沿革
- 1997年（平成9年）
  - 5月 - ウェブサイト「\CORE PRICE\」創設。まもなくサイト名を「\パソコンの価格が分かるページ\」へ改称。
  - 12月 - 有限会社コアプライスとして会社設立。サイト名を「\パソコン価格情報\」へ再度改称。
- 1998年（平成10年）9月 - 価格登録システムを開発・導入。
- 1999年（平成11年）12月 - 本社を東京都台東区へ移転。
- 2000年（平成12年）
  - 3月 - サイト名をドメインを日本語読みした「価格.com」に変更。
  - 5月 - 有限会社コアプライスから株式会社カカクコムへ改組、商号変更。 穐田誉輝が1億円を出資し20％の株式を取得。取締役に就任。当時の人員は5名だった。
  - 9月 - 本社を東京都台東区へ移転。
- 2001年（平成13年）
  - 12月　代表取締役に穐田誉輝が就任* 2002年（平成14年）
  - 6月 - デジタルガレージの資本参加を受ける。
  - 7月 - デジタルガレージから役員を招聘し、同社の子会社となる。
- 2003年（平成15年）10月 - 東京証券取引所マザーズに株式上場。
- 2004年（平成16年）
  - 3月 - 本社を東京都文京区へ移転。
  - 10月 - 株式会社エス・ワイ・エスから「yoyaQ.com」事業を譲受しサービス開始。
- 2005年（平成17年）
  - 1月 - 株式譲受により、旅行関連ウェブサイトを運営するフォートラベル株式会社（代表：津田全泰）を完全子会社化。
  - 3月10日 - 東京証券取引所一部に（二部を飛び越し2段階）昇格。
  - 3月29日 - レストランの口コミサイト「食べログ.com」ベータ版をサービス開始。
  - 4月 - 株式会社カカクコム・インシュアランス（本社：東京都港区）を設立。
  - 5月 - 不正アクセス事件が発生[3]。同年6月22日、不正アクセス禁止法違反容疑で、東京都内の27歳中国人留学生が逮捕[4]される。
  - 12月 - 100%子会社として、株式会社カカクコム・フィナンシャルを設立。
- 2006年（平成18年）6月 - 取締役副社長であった田中実が3代目社長に就任。2代目社長・穐田誉輝は取締役相談役に異動。
- 2007年（平成19年）
  - 4月 - 株式会社エイガ・ドット・コムを子会社化。
  - 10月 - 「価格.com」が10周年を迎えて大幅リニューアル。
- 2008年（平成20年）
  - 2月 - 写真共有サイト「PHOTOHITO」を提供開始。
  - 9月 - 不動産情報サイト「スマイティ」を提供開始。
- 2009年（平成21年）5月 - カルチュア・コンビニエンス・クラブと業務資本提携。同社が筆頭株主のデジタルガレージから20.31%の株式を取得し、カカクコムを持分法適用会社とする。
- 2010年（平成22年）2月 - 本社を東京都渋谷区恵比寿南三丁目へ移転。
- 2011年（平成23年）
  - 8月 - 料理をサポートするレシピアプリ「レシぽん」をリリース。料理の写真共有アプリ「食べラ」をリリース。
  - 11月 - 大阪市北区に関西支社を設立。
- 2012年（平成24年）5月 - 電通と資本業務提携。同社はカルチュア・コンビニエンス・クラブから15.07%分の株式を取得[5]。
- 2013年（平成25年）
  - 1月 - レストランをオンライン予約出来る「Cena（チェーナ）」を提供開始
  - 2月 - ワインの管理、共有ができるアプリ「Vinica（ヴィニカ）」をリリース。
  - 11月 - 女性用下着のセミオーダー通販サイト「All For Me（オールフォーミー）」を提供開始。
- 2014年（平成26年）
  - 10月 - 暮らしに特化したキュレーションサイト「キナリノ」を開設。
  - 11月 - 日本経済新聞社の子会社・日本経済新聞デジタルメディアから『カーグラフィック』誌の自動車ウェブマガジン「webCG」を事業譲受[6]。
- 2015年（平成27年）3月 - 「価格.com」iOS・Android用アプリを提供開始。
- 2018年（平成30年）1月 - 高速バス比較サイトを運営する株式会社LCLを完全子会社化。
- 2023年（令和5年）8月 - 飲食店専門の求人サイト「食べログ求人」を開設。
- 2024年（令和6年）9月30日 - 「アキバ総研」サービス終了[7]。
- 2025年（令和7年）8月1日 - 株式会社エイガ・ドット・コムの全株式をGENDAに売却[8]。

## ポータル事業
ショッピング・グルメ
- 価格比較サイト「価格.com」の企画・運営
- グルメコミュニティサイト「食べログ」の企画・運営
- 飲食店専門の求人サイト「食べログ求人」の企画・運営

旅行・交通
- 旅行ポータルサイト「フォートラベル (4travel.jp)」の企画・運営
- 高速バス価格比較サイト「バス比較なび」の企画・運営
- 高速バスのメディアサイト「バスとりっぷ」の企画・運営
- 新幹線・LCCも含めた価格比較サイト「格安移動」の企画・運営
- 女性向け宿泊旅行の情報メディア「icotto」の企画・運営

カルチャー
- 写真共有サイト「PHOTOHITO」の企画・運営

ファッション
- 女性向けライフスタイルメディア「キナリノ」の企画・運営
- メンズファッションWebマガジン「TASCLAP」の企画・運営

ビジネス
- 求人情報の一括検索サイト「求人ボックス」の企画・運営
- FX関連情報と為替相場解説・予想サイト「FX羅針盤」の企画・運営
- 賃貸・売買物件ポータルサイト「スマイティ」の企画・運営

## 関連会社
- 株式会社カカクコム・インシュアランス
- フォートラベル株式会社
- 株式会社タイムデザイン
- 株式会社webCG
- 株式会社LCL

## 不正アクセス事件
2005年5月、ウェブサーバのクラッキングでウェブページの一部が改ざんされ、アクセス者がトロイの木馬型コンピュータウイルスで汚染される事態となり、5月14日にサイトを閉鎖した。「お知らせメール」サービスに登録された電子メールアドレス2万2,511件が流出した。

## テレビ番組
- 日経スペシャル ガイアの夜明け サイバー攻撃との闘い 〜IT犯罪から会社を守れ〜（2005年7月5日、テレビ東京）[17]。
- 日経スペシャル ガイアの夜明け されど激安 ～驚き価格を仕掛ける新勢力～（2007年5月15日、テレビ東京）[18]。- 新時代の値引き合戦、その最前線を取材。